# Richard Sandling
Richard Sandling es un comediante, crítico de cine, presentador, escritor, director, actor y músico británico de South Benfleet. Ganó el So You Think You're Funny de 2007.

## Carrera

### Comedia
Sandling comenzó su carrera en la comedia dirigiendo y actuando como MC en (el ahora desaparecido) Squat Betty Alternative Comedy Club en Southend y ha actuado como comediante en el Edinburgh Fringe varias veces, tanto como solista como como parte del sketch de doble acto Kiosk of Champions con Stuart Goldsmith.
Ha actuado en todo el Reino Unido, así como en Norteamérica y Canadá. En 2008 formó parte del show Britcom Just For Laughs de Montreal, y en 2012 fue el único nominado británico en los premios The Comedy Awards de Comedy Central en Nueva York.
Desde 2009, Richard dirige Perfect Movie. Perfect Movie es una noche de comedia de stand up y sketches sobre películas que presenta recreaciones de escenas de películas favoritas de los mejores comediantes, juegos, avances, sketches y más. Durante el confinamiento de 2020, transmitió el programa en vivo todos los sábados por la noche. Cuando el programa comenzó en 2009, Nick Helm fue un invitado habitual en todos los programas durante los primeros tres años.

### Películas
En 2020, Sandling hizo su debut como director con PHASE. Filmada de forma remota, completamente aislada a través de Zoom, PHASE es una comedia de ciencia ficción sobre un artista que pasa un día en Zoom con familiares y amigos mientras espera relanzar su carrera musical durante el confinamiento, y también posiblemente luchar contra una invasión de clones pandimensionales. El reparto incluía al propio Sandling, Phill Jupitus y Stephen Frost, entre otros.
Richard también es un cineasta de cortometrajes galardonado que realiza mashups, videoarte y piezas narrativas.
Richard, un gran entusiasta del cine experimental y de vanguardia, organiza cada mes Squat Betty Avant Garde Film Night en Resistance Gallery en Bethnal Green para promover y mostrar cortometrajes experimentales de todo el mundo.
Como actor, los créditos cinematográficos de Richard incluyen The Nan Movie, Nightshooters, A Fistful of Lead, Nina Forever, The Comedian's Guide to Survival y Ashens y The Quest For The Game Child.
Aparece en el documental The People vs. George Lucas.

### Televisión
Su trabajo televisivo incluye una temporada regular en Catherine Tate's Nan Specials y Zapped, así como apariciones en Peep Show, Miranda y Good News de Russell Howard.

## Vida personal
Richard, coleccionista de cintas VHS, ha realizado tres espectáculos en Edimburgo sobre su pasión por el VHS.